# Pachypodium succulentum
Pachypodium succulentum är en oleanderväxtart som först beskrevs av Carl von Linné d.y., och fick sitt nu gällande namn av Robert Sweet. Pachypodium succulentum ingår i släktet Pachypodium och familjen oleanderväxter. Inga underarter finns listade i Catalogue of Life.

## Bilder

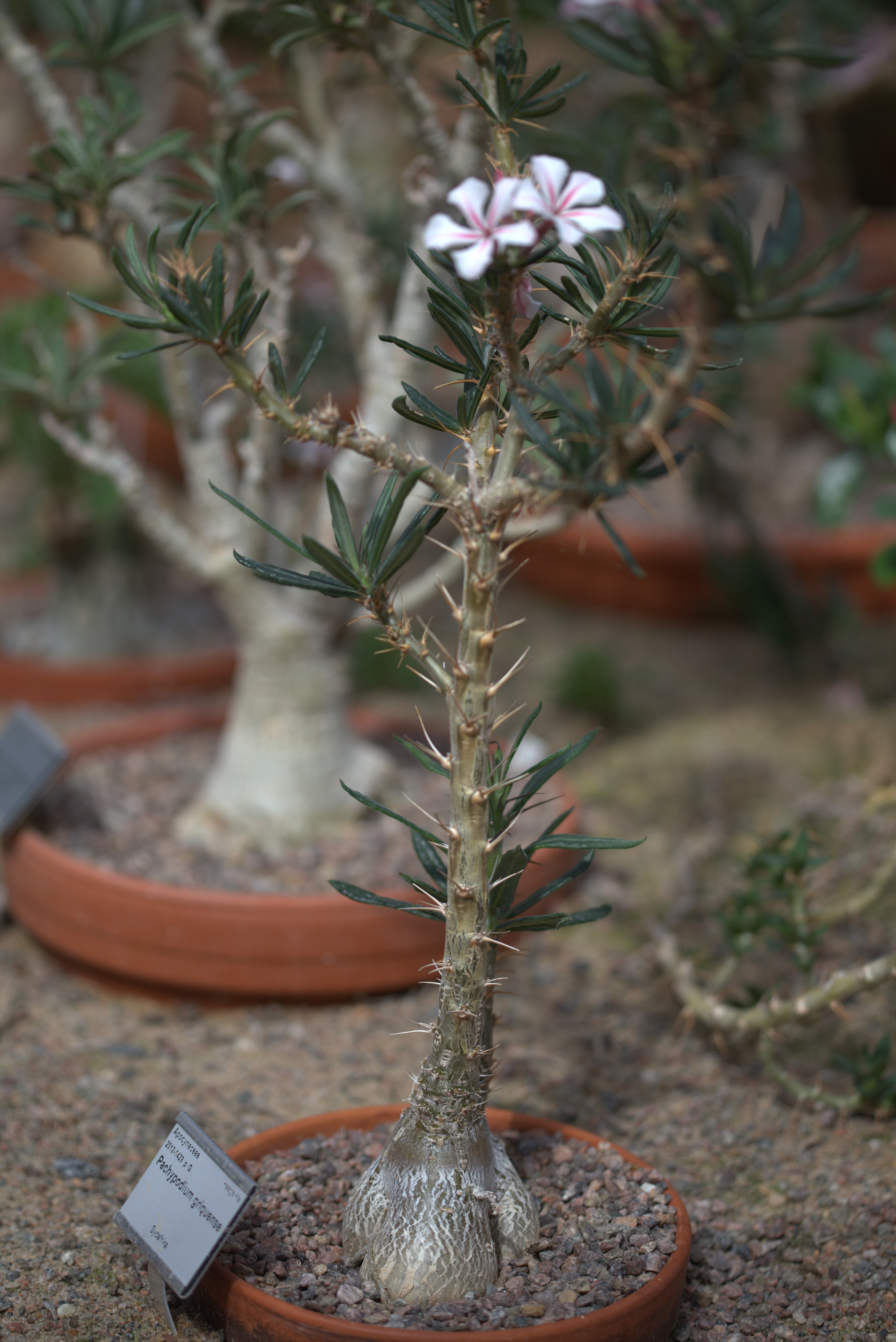
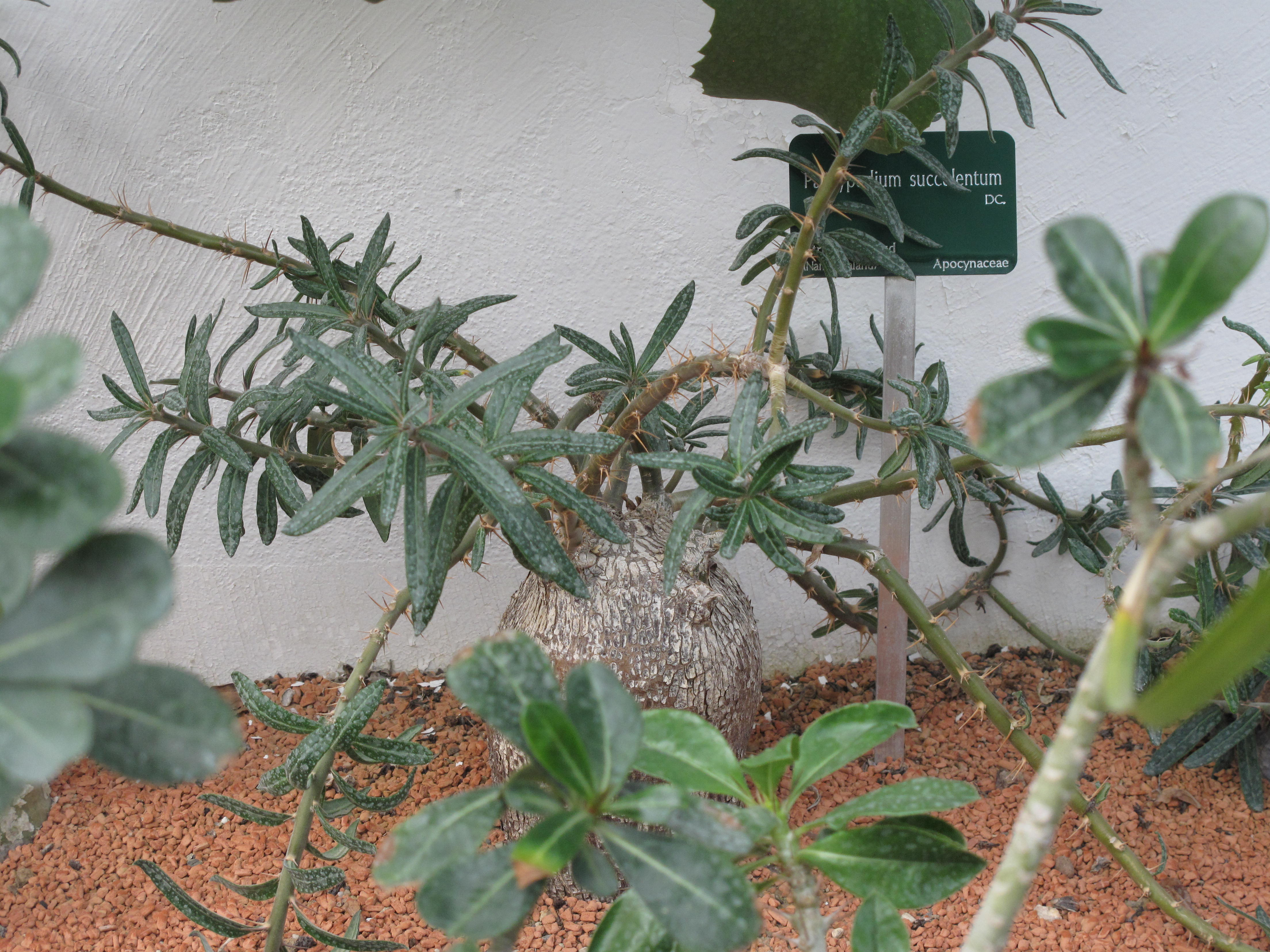
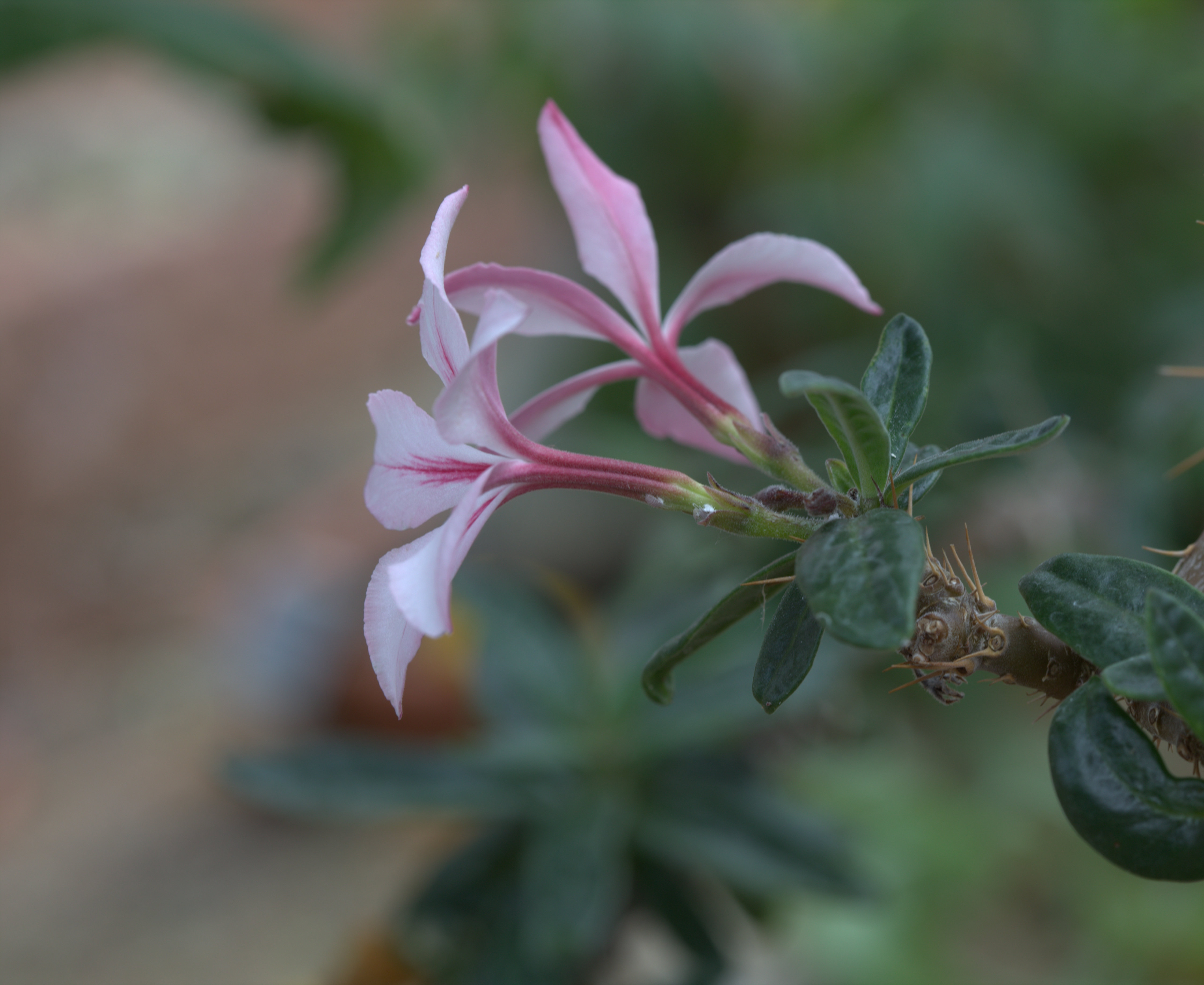
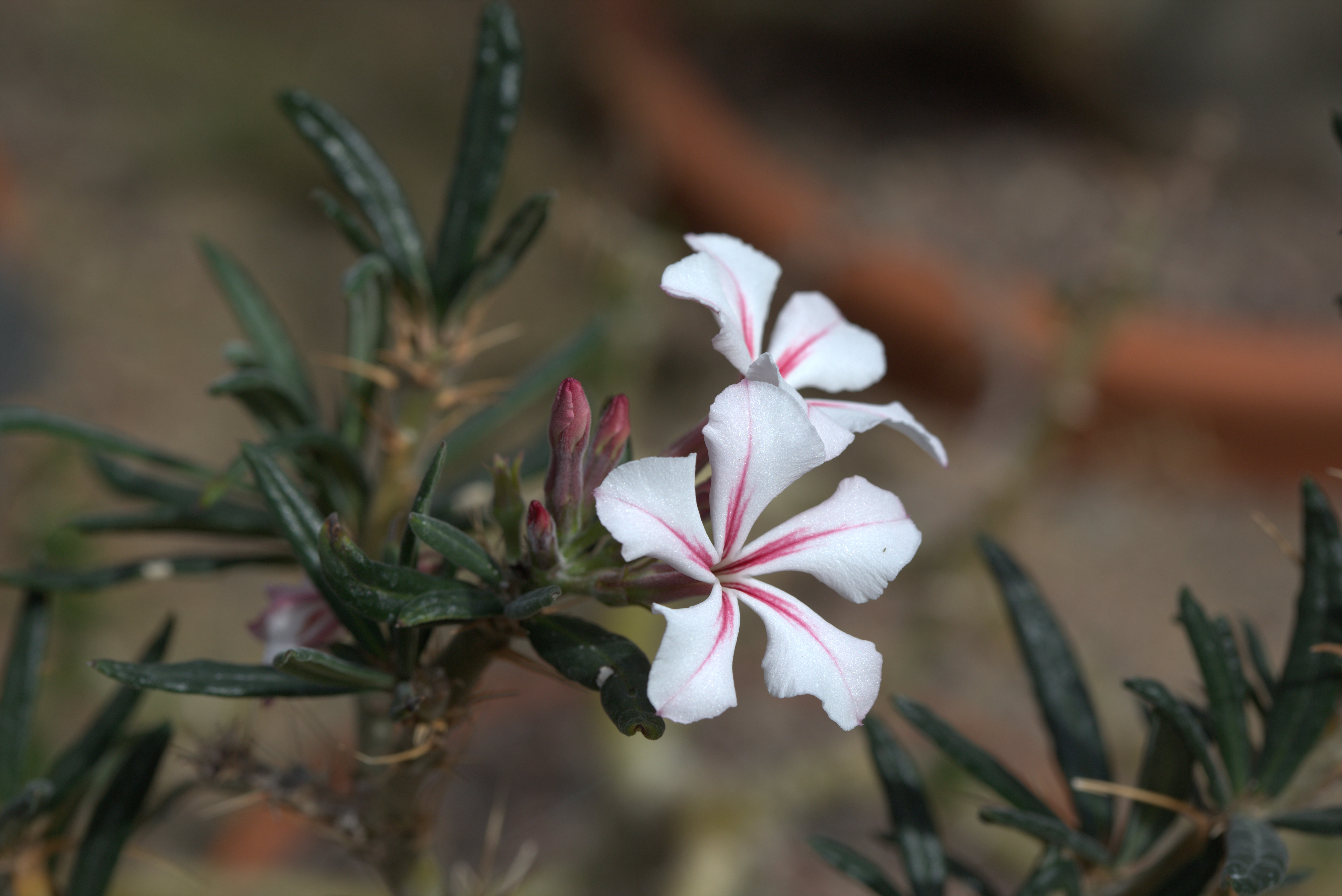
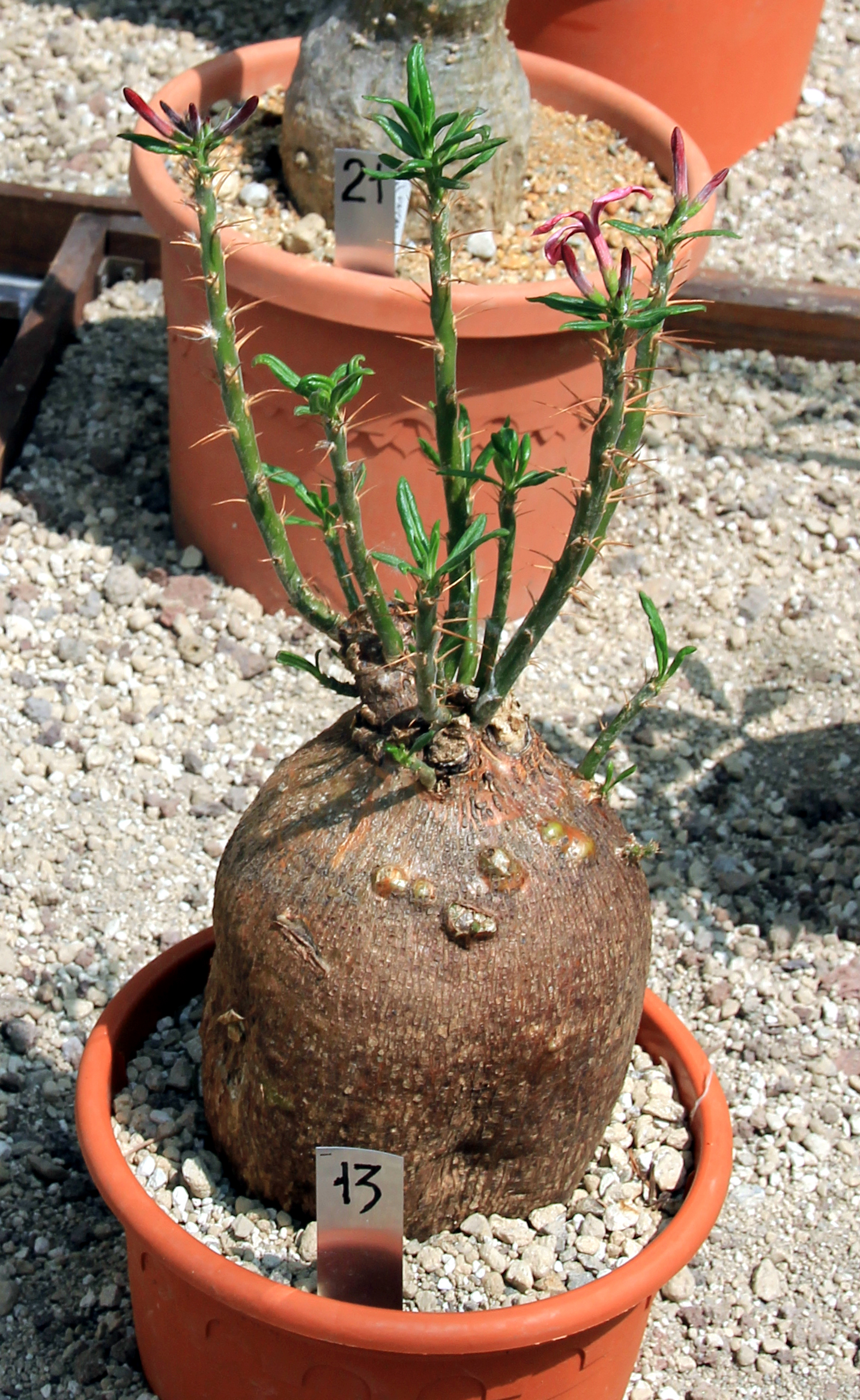